# US Créteil-Lusitanos
Union Sportive Créteil-Lusitanos – francuski klub piłkarski z siedzibą w Créteil. Został założony w 1936 roku.

## Sukcesy
- Mistrzostwo Division 3 (Wschód): 1988
- Mistrzostwo Division 3 (Zachód): 1992
- Mistrzostwo Division 4: 1987
- Mistrzostwo Paris DH: 1962, 1986

## Historia
US Créteil założony został w 1936 r. W latach 2013–2016 klub występował w Ligue 2. W sezonie 2015/16 uzyskał 19 lokatę.